# Monarch (Birmingham)

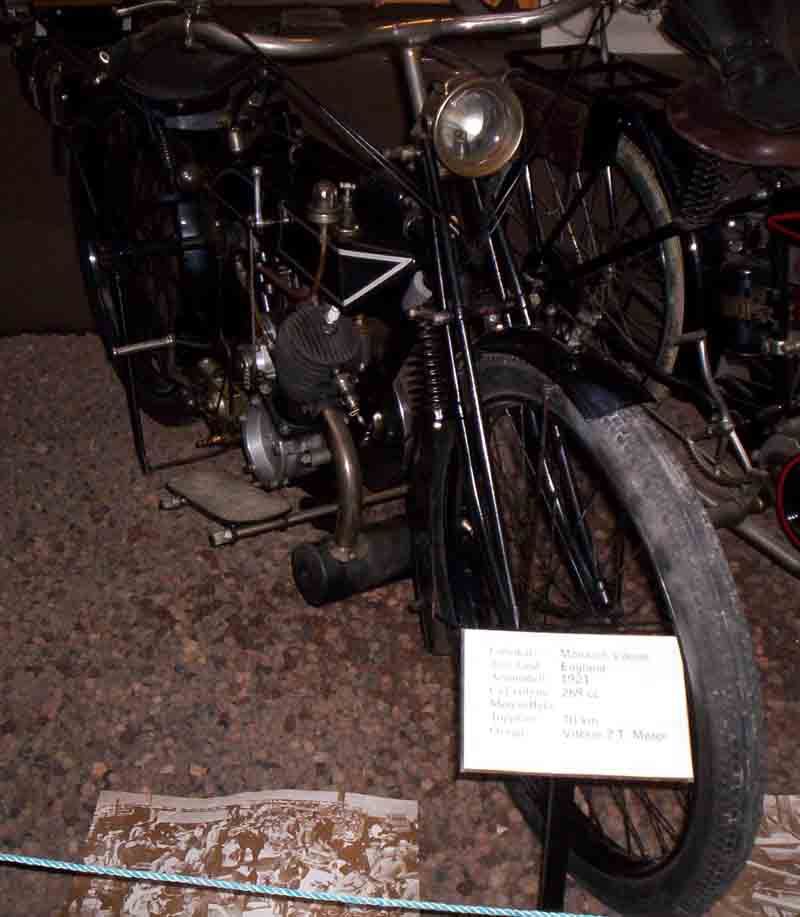
Monarch Vitesse 269 cc uit 1921. Het motorblok is een Villiers-tweetakt

Monarch is een Brits historisch merk van auto's en motorfietsen.
De bedrijfsnaam was: R. Walker & Son, Tyseley, Birmingham.
Monarch produceerde van 1912 tot 1914 de Monarch 8HP, een toerwagen met een 964cc-V-twin. Kopers konden daarbij kiezen tussen lucht- of waterkoeling. Door het uitbreken van de Eerste Wereldoorlog moest de productie worden gestaakt.
Dezelfde firma bouwde van 1919 tot 1921 de Engelse Excelsior-motoren en de 2¼ pk zijkleppertjes voor het Oostenrijkse merk Reform. De Monarch was een eenvoudige motorfiets met 269 cc Villiers tweetaktmotor- of een 293 cc JAP-zijklepmotor.